# Aloisie Garažijová
Aloisie Garažijová (10. května 1907 – 22. ledna 1991) byla česká a československá politička Komunistické strany Československa a poúnorová poslankyně Národního shromáždění ČSR.

## Biografie

### Mládí
Pocházela z Velkých Těšan z chudé rodiny a od dětství sloužila „u sedláka“. Pět sourozenců s matkou strádání nepřežili. Po sňatku a vysídlení Němců z Československa se její rodina přestěhovala do Poustky na Frýdlantsku, kde začala hospodařit na získané, Němci uvolněné usedlosti. V roce 1949 vstoupili Garažijovi do nově založeného Jednotného zemědělského družstva.

### Družstevnice-politička
Počátkem 50. let se uvádí jako „družstevnice novátorka“ v JZD Poustka na Frýdlantsku. Zde podle dobové oslavné publikace „první počala uplatňovat sovětské zkušenosti se studeným odchovem telat“. Dne 30. 4. 1952 jí bylo propůjčeno vyznamenání Řád republiky.
Ve volbách roku 1954 byla zvolena za KSČ do Národního shromáždění ve volebním obvodu Liberec. V Národním shromáždění zasedala do konce funkčního období, tedy do voleb roku 1960.